# کوکو الکترونیک
کوکو الکترونیک (انگلیسی: Cuckoo Electronics) شرکت الکترونیک کره‌ای است، که در سال ۱۹۷۸ تأسیس شد.